# Aigurski
Aigurski (en rus: Айгурский) és un poble (un possiólok) del krai de Stàvropol, a Rússia, que en el cens del 2010 tenia 720 habitants. Pertany al districte rural de Dívnoie.